# Guerra di mina del Lagazuoi
La guerra di mina del Lagazuoi è stata una Guerra Bianca sul fronte italiano (1915-1918) durante la prima guerra mondiale. L'obiettivo dell'attacco italiano era quello di conquistare le posizioni difensive situate sulla cima del Lagazuoi e controllare gli accessi al passo di Valparola.

## Storia
Durante il corso della prima guerra mondiale, tra il 1915 e il 1917, il Lagazuoi fu teatro di aspri scontri tra le truppe italiane e quelle austro-ungariche, che costruirono complesse reti di tunnel e gallerie scavate all'interno del Piccolo Lagazuoi e tentavano a vicenda di far saltare in aria o di seppellire le posizioni avversarie con il metodo della guerra di mina.
Alla sua entrata in guerra contro l'Impero austro-ungarico nel maggio del 1915, il Regno d'Italia ebbe a che vedere con una fitta rete di fortificazioni asburgiche costruite lungo tutto il confine con l'allora Tirolo austriaco, nel periodo tra la Terza guerra d'indipendenza italiana (1866) e il Primo conflitto mondiale. A tali fortificazioni seguì, nei primi mesi di guerra, un'intensiva edificazione di trincee e postazioni difensive austro-ungariche nei principali valichi montani e sulle cime circostanti. Essa altro non fu che l'ennesima spina nel fianco per il Regio Esercito, il cui errore fu quello di meditare e temporeggiare eccessivamente ipotetici attacchi a zone elevate facilmente conquistabili e che mettessero il nemico in una posizione di svantaggio, sia bellico che di posizione. La situazione non andò diversamente nei valichi montani del Valparola e del Falzarego, strategicamente importanti agli italiani come chiave d'accesso a Bolzano e al Brennero, dove gli austriaci ben posizionarono le loro difese sia su questi due ingressi, sia sulle impervie cime sovrastanti. Ben presto il Regio Esercito si rese conto di dover aggirare quei passi e sbaragliare il nemico dai fianchi, quali l'anticima del Piccolo Lagazuoi e il Sass de Stria, quest'ultimo rimasto inespugnabile fino alla fine della guerra. Tra il 18 e il 19 ottobre 1915 due plotoni di Alpini occuparono alcune posizioni sul versante sud del Piccolo Lagazuoi, tra le quali una sottile cengia ribattezzata Cengia Martini in onore a Ettore Martini, che attraversa la parete da ovest a est ed era strategicamente importante, mentre le posizioni austro-ungariche si trovavano sulla sommità del monte. Per cacciare gli avversari da queste posizioni, fortificate e scavate nella roccia, gli austriaci fecero esplodere quattro mine, la più potente delle quali il 22 maggio 1917 fece saltare in aria una parte della parete alta 199 metri e larga 136. Nonostante ciò, le posizioni italiane sulla cengia non vennero abbandonate.
A loro volta gli italiani scavarono una galleria di duecento metri di dislivello all'interno della montagna, fino all'anticima del Piccolo Lagazuoi; il 20 giugno 1917 fecero brillare sotto di essa 32 664 chili di esplosivo e successivamente, attraverso la galleria, tentarono la conquista delle postazioni intoccate dall'esplosione. L'azione, anche stavolta, non ebbe né vincitori né vinti: gli austriaci ripiegarono e rinforzarono rapidamente le trincee scampate all'urto della mina. L'anticima cadde in mano italiana, ma tentare di occupare l'intero ripiano del Piccolo Lagazuoi avrebbe portato ad ulteriori gravi perdite tra gli Alpini. Il cratere provocato dalla mina italiana è tuttora individuabile, assieme all'immenso accumulo di detriti scivolati a fondovalle, sia di questa che delle altre mine austriache. La quarta mina austro-ungarica, esplosa nel settembre del 1917, ebbe una potenza minore rispetto a quella del maggio precedente e portò all'ennesimo nulla di fatto. Dopo la battaglia di Caporetto gli italiani si ritirarono da tutte le loro posizioni e le operazioni militari nella zona ebbero fine.

## Galleria d'immagini

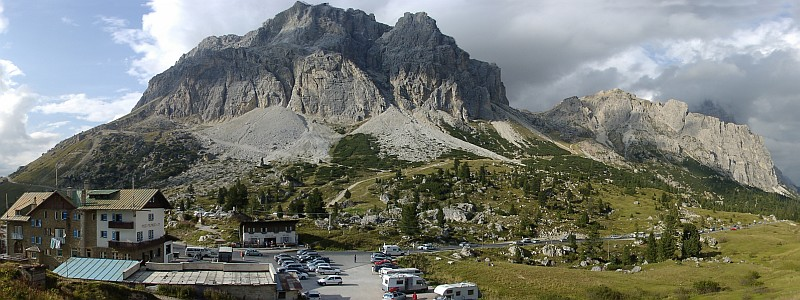
Il Lagazuoi visto dal fronte italiano. Da notare i due grandi ammassi detritici accumulati dopo le innumerevoli esplosioni di mina dei due eserciti.
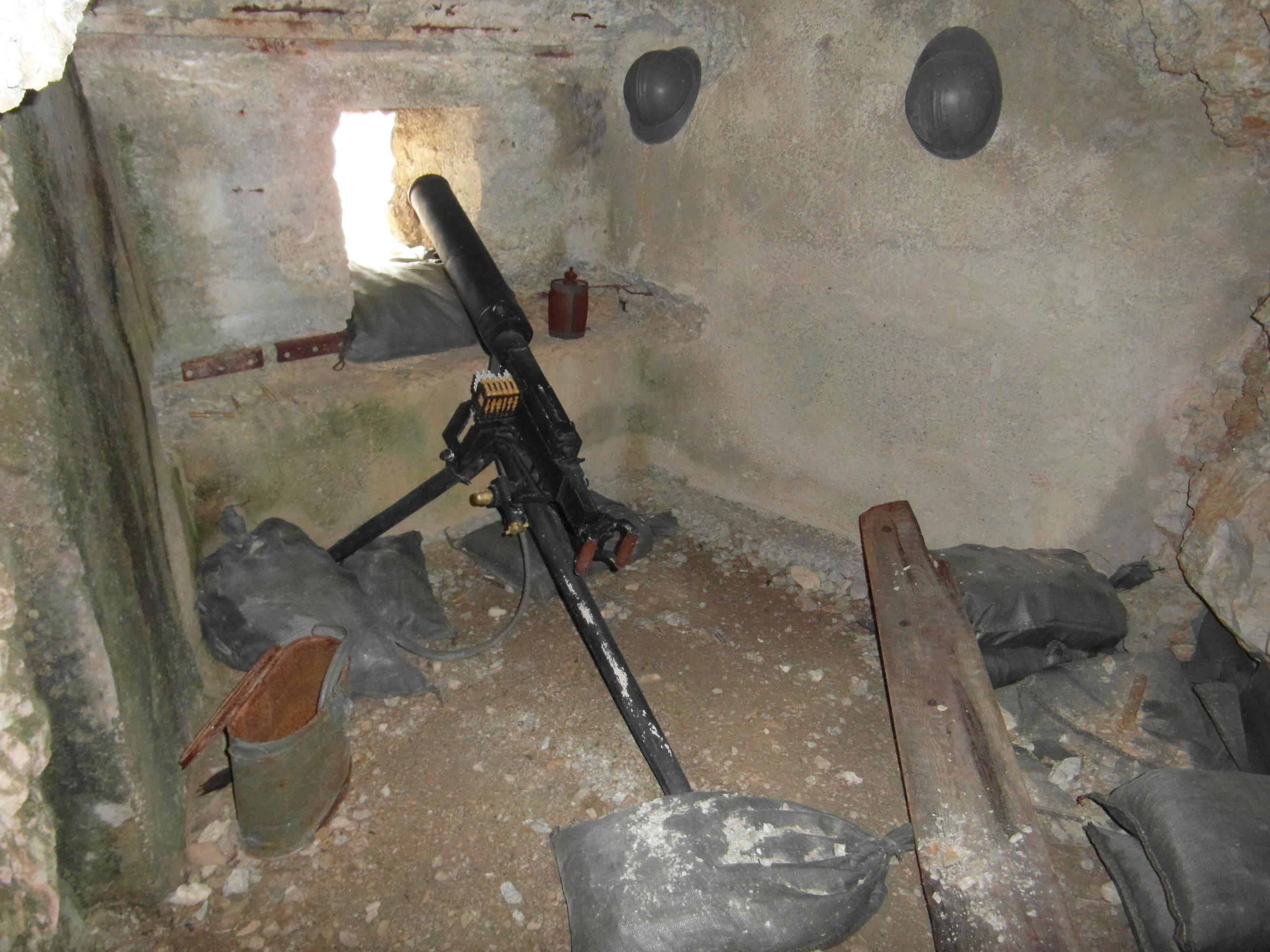
Ricostruzione di una feritoia per mitragliatrice all'interno della galleria di mina italiana
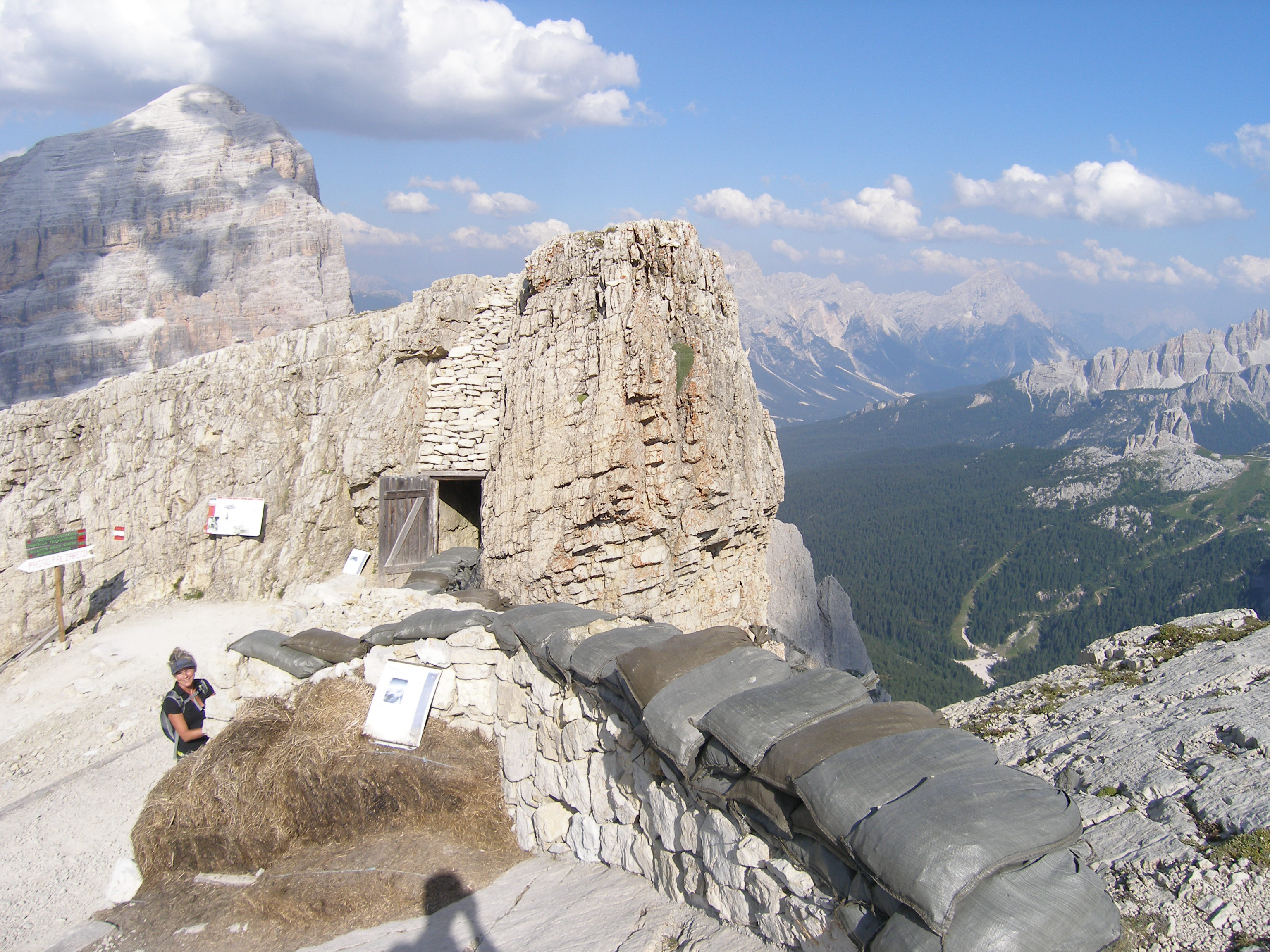
Veduta esterna della ricostruzione di una feritoia austro-ungarica sull'anticima del Lagazuoi
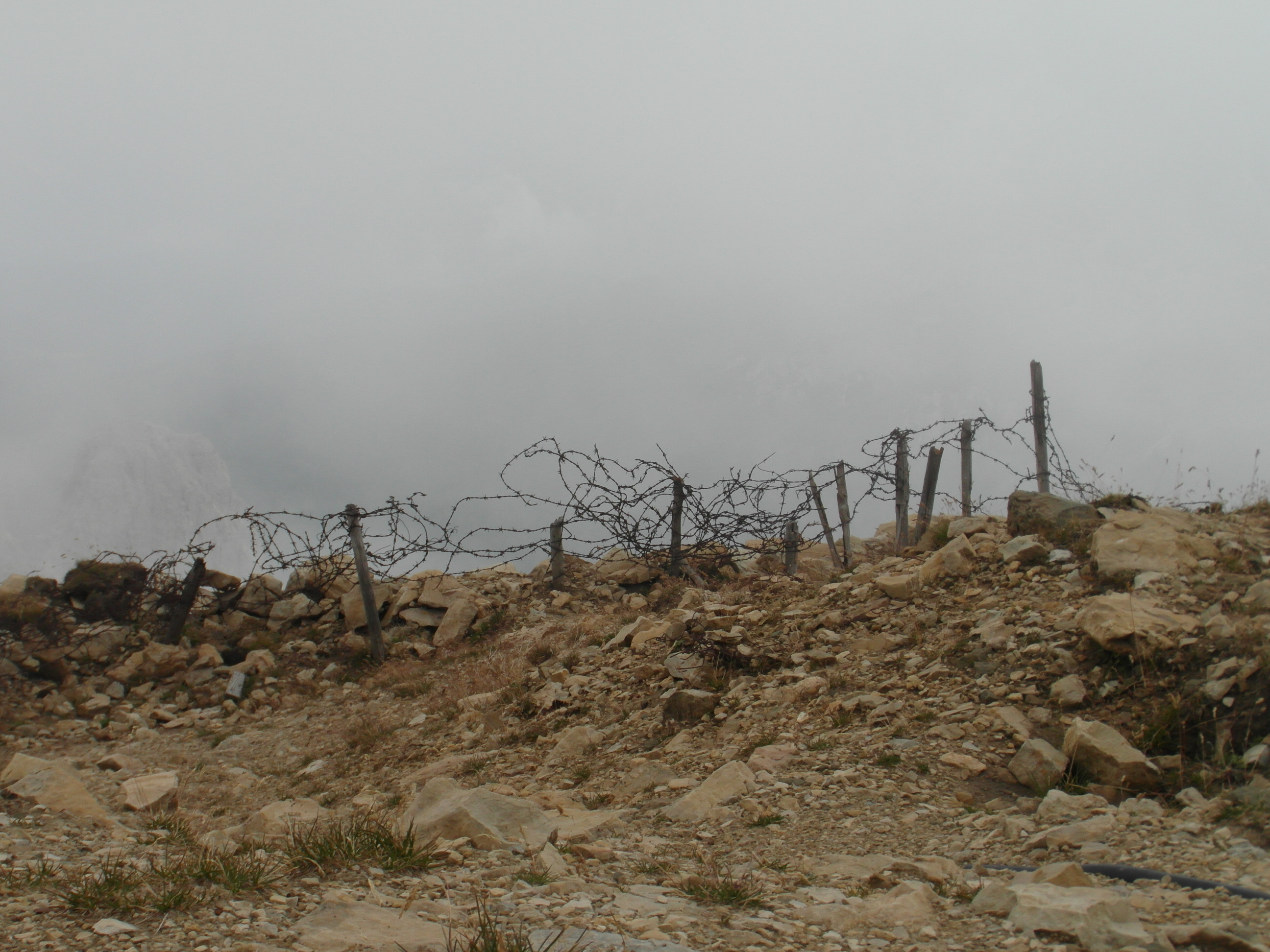
Postazioni austro-ungariche con filo spinato sull'anticima del Lagazuoi, poco distanti dal cratere della mina italiana del 1917 e dall'entrata della galleria
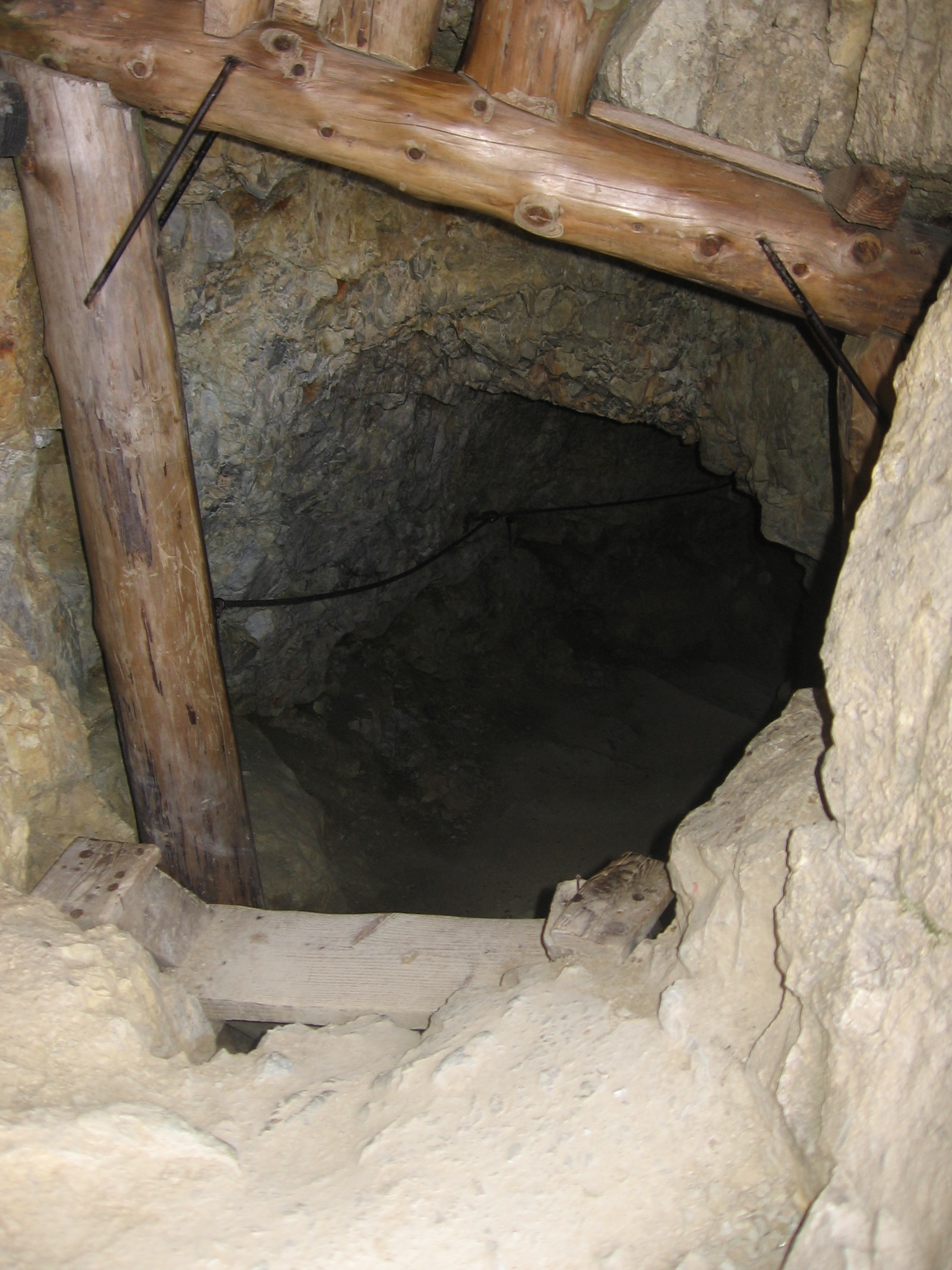
Particolare dell'ingresso, se percorsa dall'anticima del Lagazuoi al Passo Falzarego, o uscita, se percorsa dal Passo Falzarego verso l'anticima del Lagazuoi, della galleria di mina italiana
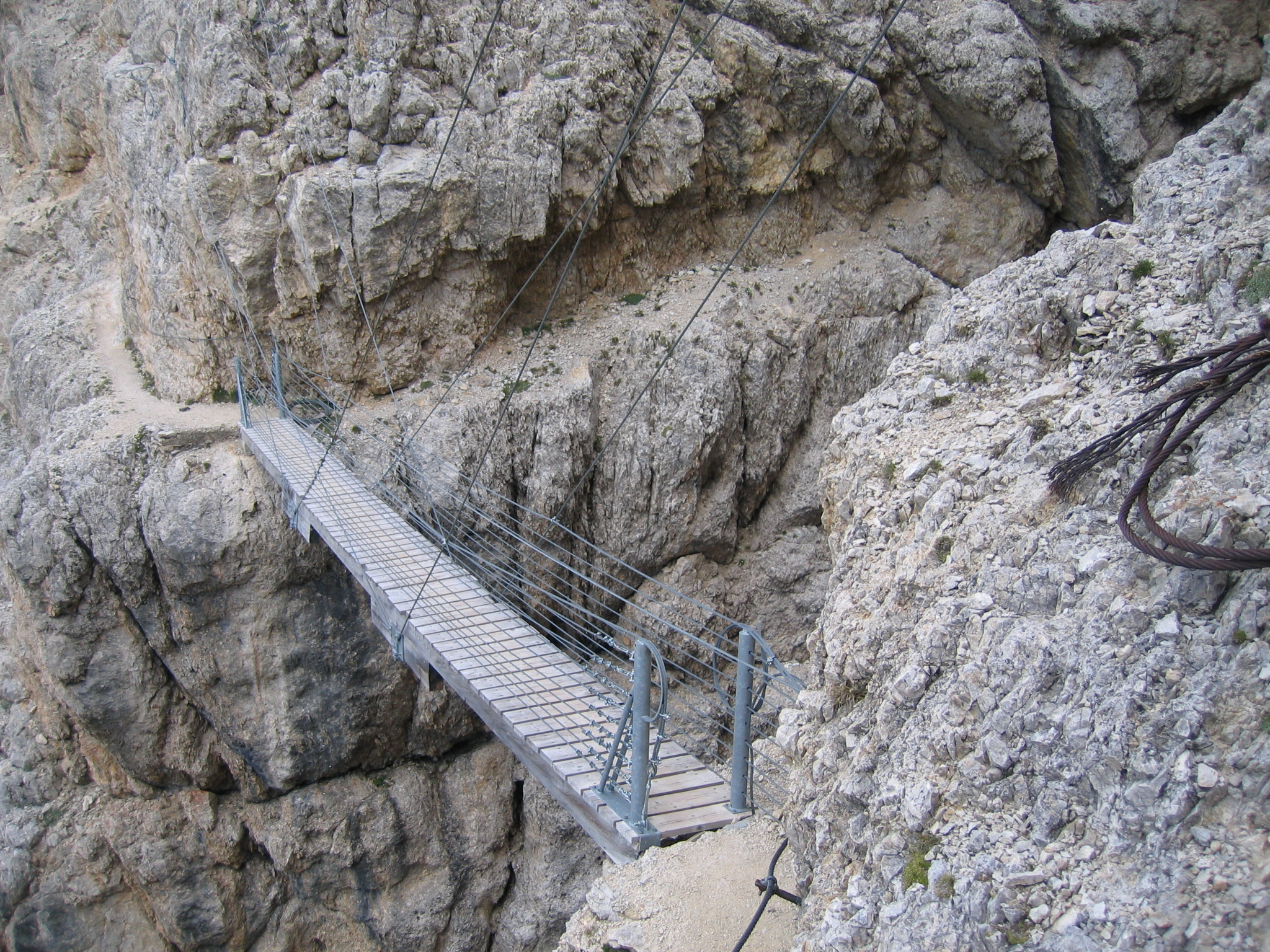
Veduta di un ponte sospeso lungo il sentiero attrezzato dei Kaiserjäger. Questo ex percorso militare conduceva i soldati austro-ungarici alle postazioni di prima linea sul Lagazuoi e fungeva da via di rifornimento a queste ultime